# Rozpiór
Rozpiór, siniec (Ballerus ballerus) – gatunek słodkowodnej ryby karpiokształtnej z  rodziny karpiowatych (Cyprinidae).

## Występowanie
Jeziora i dolny bieg większych rzek zlewisk Morza Północnego i Bałtyckiego oraz w europejskiej części zlewisk Morza Czarnego, Azowskiego i Kaspijskiego.
Przebywa głównie w strefie pelagialnej jezior i w strefie bentopelagialnej rzek. Żyje w małych ławicach.

## Opis
Osiąga przeciętnie 20–30, maksymalnie 45 cm długości i blisko 1 kg masy ciała. Ciało bocznie spłaszczone, wygrzbiecone. Otwór gębowy w położeniu końcowym, skierowany skośnie ku górze. Grzbiet ciemnozielony, boki srebrzyste z żółtawym odcieniem, brzuch i płetwy jasne. W płetwie grzbietowej 11–12 promieni, w odbytowej 39–46. Ciemne końce płetw nieparzystych. 66–73 małych łusek w linii. Jeden rząd zębów gardłowych.
Wędkarski rekord Polski wagowy: 1,46 kg, 49 cm (2004).

## Odżywianie
Żywi się planktonem (zwłaszcza rozwielitkami i widłonogami) i bentosem.

## Rozród
Dojrzewa płciowo około 4. roku życia. Tarło odbywają wiosną (kwiecień, maj) w górze rzek. Jedna samica składa, na roślinach wodnych lub innych przedmiotach zanurzonych w wodzie, od 4000 do 25 000 jaj ikry. Rozwój zarodkowy trwa 4–5 dni.

## Znaczenie gospodarcze
Gatunek o niewielkim znaczeniu gospodarczym, poławiany przez wędkarzy.

## Ochrona
| Wymiar ochronny | 25 cm                  |
| Okres ochronny  | Brak okresu ochronnego |